# Stephanocyathus explanans
Stephanocyathus explanans är en korallart som först beskrevs av Marenzeller 1904.  Stephanocyathus explanans ingår i släktet Stephanocyathus och familjen Caryophylliidae. Inga underarter finns listade i Catalogue of Life.